# Slanke mantelanjer
De slanke mantelanjer (Petrorhagia prolifera, synoniemen Tunica prolifera, Kohlrauschia prolifera) of mantelanjer is een eenjarige plant die behoort tot de anjerfamilie (Caryophyllaceae). Het is een plant van kalkhoudende zandgrond en op stenige plaatsen. De plant komt van nature voor in Eurazië. De soort staat op de Nederlandse Rode lijst van planten als zeer zeldzaam en zeer sterk afgenomen.
De plant wordt 10-45 cm hoog en heeft blauwgroene stengels. Uit zaden die in het voorjaar kiemen, ontstaan planten met een niet-vertakte stengel. Bij kieming in het najaar ontstaat een bladrozet en kunnen in het voorjaar vertakte stengels gevormd worden. De drienervige, 1-3 cm lange bladeren zijn lijnvormig en de tegenoverstaande bladeren zijn aan de voet met elkaar vergroeid. De steunblaadjes ontbreken.
De slanke mantelanjer bloeit van mei tot oktober met bleekroze bloemen. Het kroonblad heeft een lange, gevleugelde nagel. De bloemen zitten in hoofdjes bij elkaar, die omgeven worden door bleekbruine schutbladen. De vijftiennervige, vergroeidbladige kelk heeft droogvliezige strepen, die afwisselen met de tanden.
De vrucht is een eenhokkige, openspringende (dehiscente) doosvrucht. De zaden zijn schildvormig.
Het chromosoomaantal is 2n = 30.